# Lyne Renée
Lyne Renée, pseudonimo di Line Van Wambeke (Velzeke, 17 maggio 1979), è un'attrice belga.

## Biografia
Line Van Wambeke nasce a Velzeke, un villaggio nel comune di Zottegem, nella provincia delle Fiandre Orientali, e ha una sorella, Camille. Lyne si è laureata all'accademia teatrale Herman Teirlick ad Anversa. Dal 2003 al 2005 ha preso parte, come attrice teatrale, a vari spettacoli nel suo paese. Nel 2006 si trasferisce a Los Angeles, mentre, nel 2011, a Londra, dove recita nello spettacolo The River Line al Jermyn Street Theatre.

### Carriera
Dopo aver recitato, come protagonista, nella serie belga Kinderen van Dewindt e nel film olandese Ober, Lyne prende parte ai film The Box Collector, nel 2008, e The Hessen Affair, nel 2009.
Appare inoltre nelle serie televisive Strike Back e Parade's End.
Nel 2016 ottiene un ruolo ricorrente nella serie Of Kings and Prophets e appare nella miniserie Madoff e nel film Split.
Nel 2017 prende parte alla seconda stagione della serie televisiva Mercy Street e al film The Hippopotamus. Dal 2020 Lyne interpreta il generale Sarah Alder nella serie televisiva Motherland: Fort Salem, entrando nel cast principale a partire dalla seconda stagione.

### Vita privata
Dal 2001 al 2004, Lyne Renée ha avuto una relazione con l'attore belga Kevin Janssens, mentre, dal 2007 al 2011, ha frequentato l'attore statunitense Danny Huston.

## Filmografia

### Cinema
- Ober, regia di Alex van Warmerdam (2006)
- The Box Collector, regia di John Daly (2008)
- The Hessen Affair, regia di Paul Breuls (2009)
- Here Lies, regia di Duncan Ward (2014)
- Split, regia di M. Night Shyamalan (2016)
- The Hippopotamus, regia di John Jencks (2017)
- The Meyerowitz Stories, regia di Noah Baumbach (2017)
- The Gentlemen, regia di Guy Ritchie (2019)
- La furia di un uomo - Wrath of Man (Wrath of Man), regia di Guy Ritchie (2021)

### Televisione
- Kinderen van Dewindt – serie TV, 12 episodi (2010)
- Parade's End – miniserie TV, 2 puntate (2012)
- Strike Back – serie TV, 4 episodi (2012-2013)
- Banshee - La città del male (Banshee) – serie TV, episodio 2x05 (2014)
- Madoff – miniserie TV, 4 puntate (2016)
- Of Kings and Prophets – serie TV, 4 episodi (2016)
- Madam Secretary – serie TV, 2 episodi (2016)
- Mercy Street – serie TV, 3 episodi (2017)
- Deep State – serie TV, 8 episodi (2018)
- Motherland: Fort Salem – serie TV, 29 episodi (2020-2022)
- Gossip Girl – serie TV, 7 episodi (2021-2023)

## Doppiatrici italiane
Nelle versioni in italiano delle opere in cui ha recitato, Lyne Renée è stata doppiata da:
- Sabine Cerullo in The Meyerowitz Stories
- Anne Marie Sanchez in Deep State
- Sabrina Duranti in Motherland: Fort Salem
- Francesca Fiorentini ne La furia di un uomo - Wrath of Man